# Camellia reticulata
Camellia reticulata är en tvåhjärtbladig växtart som beskrevs av John Lindley. Camellia reticulata ingår i släktet Camellia och familjen Theaceae. Inga underarter finns listade i Catalogue of Life.

## Bildgalleri

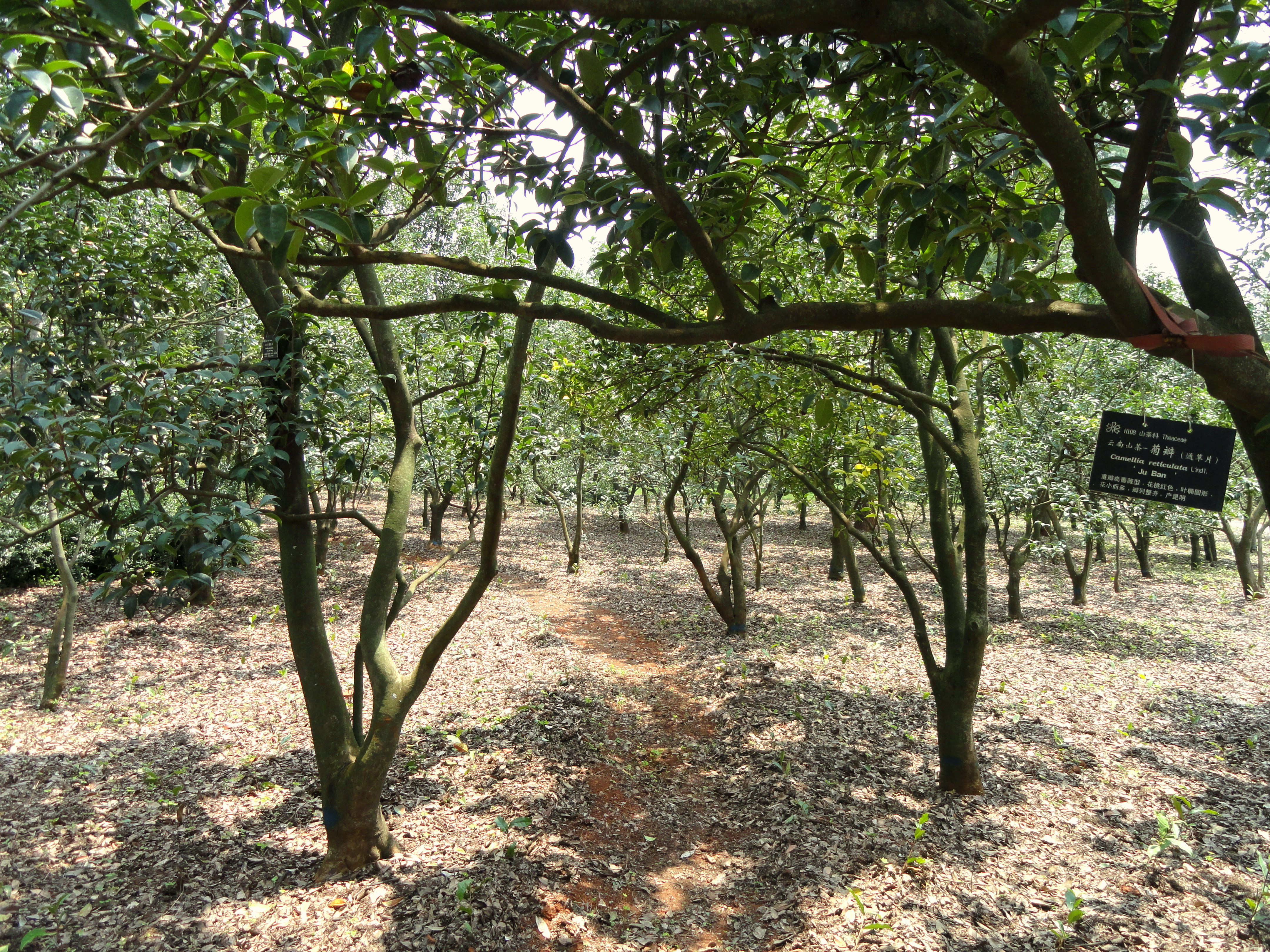